# Front de libération de la Palestine
Pour les articles homonymes, voir FLP.
Le Front de Libération de la Palestine (arabe : جبهة تحرير فلسطين, Al-Jabha Li-Tahrir Filastin) ou FLP est une organisation palestinienne. Elle est actuellement dirigée par Abu Nidal al-Ashqar.
Le FLP est placé sur la liste officielle des organisations terroristes du Canada, et des États-Unis. Il l'était jusqu'en 2009 sur celle de l'Union européenne mais n'apparait plus en 2010.

## Origines
Le FLP a été créé par Ahmed Jibril en 1959, qui a reçu un fort soutien de la Syrie.
En 1967, le FLP fusionne avec deux autres groupes, tout d'abord avec Héros du retour (abtal al-awda) un mouvement affilié au Mouvement nationaliste arabe (MNA), puis avec un groupe dépendant du Front populaire de libération de la Palestine (FPLP).
Le FPLP était alors dirigé par l'ancien dirigeant du MNA, Georges Habache, et s'oriente vers le marxisme mais Ahmed Jibril décide en 1968 de faire sécession pour créer le Front Populaire pour la Libération de la Palestine-Commandement Général (FPLP-CG), qui s'est fortement rapproché de la Syrie et qui se réclame du nationalisme arabe plutôt que du marxisme. 
L'ex-SS Standartenführer Baurnann ayant participé à la liquidation du Ghetto de Varsovie ainsi que Boerner Wilhelm, alias Ali Ben Keshir, SS Untersturmführer Gardien du camp de Mauthausen y servent d'instructeur. 
Le FPLP-CG se scinde en deux après la participation de ce mouvement au côté des Syriens à la bataille contre l'OLP en 1976, pendant la guerre civile libanaise.
Le 24 avril 1977, les dissidents du FPLP-CG forment le nouveau FLP, dirigé par Mohammed Zaïdan et Tal'at Ya'qub. Des combats sporadiques continuaient à avoir lieu entre les deux mouvements, jusqu'au bombardement du siège du FLP en août 1977.
Le FLP rejoint l'Organisation de libération de la Palestine et reçoit un soutien du Fatah. Contrairement au FPLP-CG, le FLP a soutenu les négociations de paix entre Israël et les Palestiniens.